# Риков Василь Назарович
Василь Назарович Риков (13 серпня 1918, місто Владивосток, тепер Приморського краю, Російська Федерація — 18 жовтня 2011, місто Москва) — радянський діяч, 2-й секретар ЦК КП Туркменії, надзвичайний і повноважний посол СРСР в Алжирі та Індії. Член Бюро ЦК КП Туркменії в 1963—1975 роках. Кандидат у члени ЦК КПРС у 1966—1971 роках. Член ЦК КПРС у 1971—1989 роках. Депутат Верховної Ради СРСР 7—9-го скликань.

## Життєпис
У 1936 році закінчив з відзнакою середню школу в місті Новоросійську.
У 1936—1941 роках — студент Новочеркаського індустріального інституту Ростовської області.
У 1941—1946 роках — технолог, майстер складального цеху, начальник відділу, секретар бюро ВКП(б) заводу в місті Іркутську.
Член ВКП(б) з 1943 року.
У 1946—1952 роках — старший інженер, провідний інженер, начальник групи, у 1952—1956 роках — секретар партійного бюро науково-дослідного інституту в Москві.
У 1956—1961 роках — 2-й секретар, 1-й секретар Ленінградського районного комітету КПРС міста Москви.
У 1961—1963 роках — інспектор ЦК КПРС.
25 березня 1963 — 14 квітня 1975 року — 2-й секретар ЦК КП Туркменії.
10 квітня 1975 — 21 січня 1983 року — надзвичайний і повноважний посол СРСР в Алжирській Народній Демократичній Республіці.
21 січня 1983 — 26 серпня 1988 року — надзвичайний і повноважний посол СРСР у Республіці Індії.
З серпня 1988 року — персональний пенсіонер союзного значення в Москві. Похований на Троєкуровському цвинтарі.

## Нагороди і звання
- два ордени Леніна
- орден Жовтневої Революції
- два ордени Трудового Червоного Прапора (6.12.1949, 12.08.1968, 12.08.1988)
- орден «Знак Пошани»
- орден Дружби народів (11.08.1978)
- медалі
- надзвичайний і повноважний посол СРСР